# Castello della Pietra

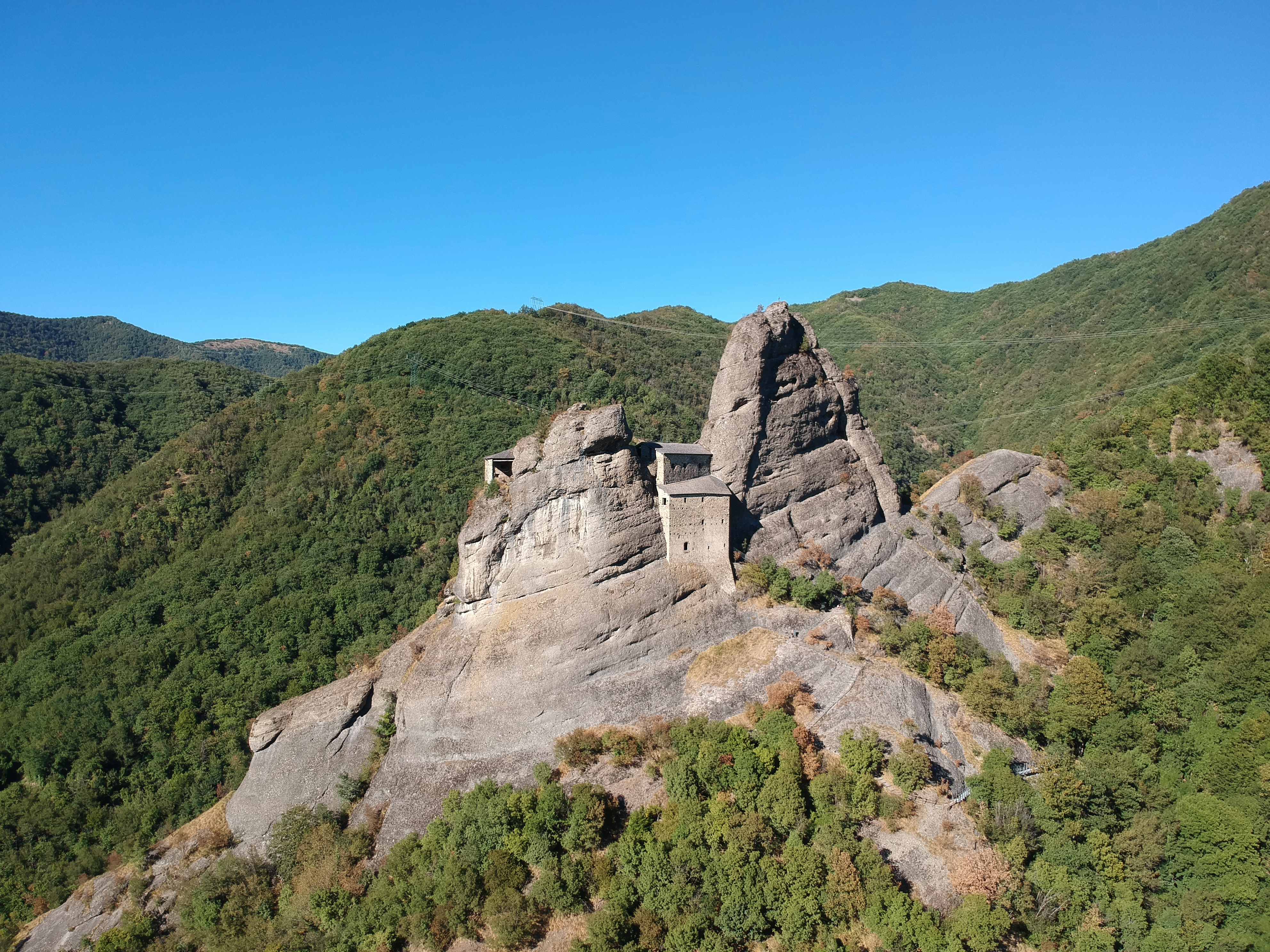
Das Castello della Pietra

Das Castello della Pietra (zu deutsch: Burg des Steines) ist eine im 13. Jahrhundert entstandene Felsenburg in der Nähe der ligurischen Gemeinde Vobbia. Sie liegt im Val Vobbia, einem Nebental der Scrivia in der Metropolitanstadt Genua.
Die Burg liegt erhöht zwischen zwei Felskegeln, welche eine natürliche Befestigung bilden. Sie dominiert die Verbindungsstraße nach Isola del Cantone, die entlang des Flusses Vobbia verläuft. Das Castello della Pietra ist ausschließlich zu Fuß über einen Waldwanderweg und anschließend über eine steile Treppe zu erreichen.